# Amerikaanse plataanbodemwants
De Amerikaanse plataanbodemwants (Belonochilus numenius) is een wants uit de onderfamilie Orsillinae en uit de familie bodemwantsen (Lygaeidae).
De wetenschappelijke naam is voor het eerst gepubliceerd door Thomas Say in 1832.

## Uiterlijk
De Amerikaanse plataanbodemwants is een smalle, langwerpige bodemwants. Het halsschild en scutellum zijn duidelijk gepuncteerd (met uitzondering van een lichtere, gladde T-vormige verhoging op het schildje en een lijn over het midden van het halsschild). De kop is langwerpig en spits toelopend. De steeksnuit (rostrum) is zeer lang om aan de grote bolle vruchten van platanen te kunnen zuigen.

## Verspreiding en habitat
De wants komt oorspronkelijk uit Noord-Amerika en is in 2008 voor het eerst in Europa gesignaleerd. Vanuit het Middellandse zee-gebied heeft de wants zich verder naar het noorden verspreid. In 2022 is hij ook in Nederland waargenomen. 

## Leefwijze
Zowel de nimfen als de volwassen dieren zuigen aan de vruchten van plataan maar in Noord-Amerika worden ook andere waardplanten genoemd, zoals driedelige ambrosia, wilgen en iepen. In Zuid Europa wordt de soort ook waargenomen op gewone esdoorn.
1. ↑  Amerikaanse plataanbodemwants. Nederlands Soortenregister. Geraadpleegd op 5 augustus 2025.